# San Rafael (Bulacan)
San Rafael é um município de  primeira classe de renda municipal (d) na província Bulacan, nas Filipinas. De acordo com o censo de 1 de maio  de  2020 possui uma população de 103 097 pessoas e 25 220 domicílios.